# قلعه‌جیق (قوسار)
قلعه‌جیق (به لاتین: Qalacıq) یک منطقه مسکونی در جمهوری آذربایجان است که در شهرستان قوسار واقع شده است. قلعه‌جیق ۱۳۱۳ نفر جمعیت دارد.